# 斯塔普氏魮
斯塔普氏魮（学名：Barbus stappersii）為輻鰭魚綱鯉形目鯉科魮屬的其中一個種。該物種主要分布於非洲尚比亞與剛果民主共和國，體長可達59.4公分。

## 扩展阅读
維基物種上的相關：斯塔普氏魮